# Innsbruck Hauptbahnhof
Innsbruck Hauptbahnhof (magyarul: Innsbrucki főpályaudvar) egy átmenő vasúti pályaudvar Innsbruckban, Tirolban, Ausztriában. A pályaudvar 1853-ban nyílt meg. Napjainkban Ausztria egyik legforgalmasabb állomása, napi 25 000 utas veszi igénybe. Az eredeti épületet Franz Czwerwenka tervezte, a jelenlegit pedig Riegler Riewe. 2004-ben a Schönster Bahnhof Österreichs verseny második helyezettje lett.

## Vasútvonalak
A vasútállomásra az alábbi vasútvonalak futnak be:
- Arlbergbahn
- Brenner-vasútvonal
- Mittenwaldbahn
- Stubaitalbahn (keskeny nyomtáv)
- Alsó-Inn-völgyi vasútvonal

## Kapcsolódó állomások
A vasútállomáshoz az alábbi állomások vannak a legközelebb:
- Bahnhof Unterberg-Stefansbrücke
- Innsbruck Messe
- Innsbruck Westbahnhof
- Wörgl Hauptbahnhof
- Bahnhof Ötztal
- Bahnhof Jenbach

## Vasúti járatok
- (Budapest (H))–Bécs–Linz–Salzburg–Wörgl–Innsbruck–Feldkirch–Bregenz/Zürich–Bázel (CH)
- (Berlin (D))–München–Wörgl–Innsbruck–Brennero–Verona–Milánó/Róma/Velence (I)
- (Belgrád (SRB))–Graz–Wörgl–Innsbruck–Feldkirch–Bregenz/(Zürich (CH))
- Innsbruck–Feldkirch–Bregenz–Dortmund–Münster (D)
- Innsbruck–Seefeld–Garmisch-Partenkirchen–München
- Innsbruck–Fulpmes (Stubaitalbahn)

### S-Bahn
| Az S-Bahn Tirol járatai és állomásai | Az S-Bahn Tirol járatai és állomásai | Az S-Bahn Tirol járatai és állomásai | Az S-Bahn Tirol járatai és állomásai                                             | Az S-Bahn Tirol járatai és állomásai |
| Járatszám                            | Vasútvonal                           | Vonalszám                            | Állomások                                                                        |                                      |
| ------------------------------------ | ------------------------------------ | ------------------------------------ | -------------------------------------------------------------------------------- | ------------------------------------ |
| S3                                   | Brennerbahn, Unterinntalbahn         | 300, 301                             | (Hall in Tirol –) Innsbruck Hbf – Steinach in Tirol (– Brennero/Brenner)         |                                      |
| S4                                   | Arlbergbahn, Unterinntalbahn         | 300, 301, 400                        | Kufstein – Innsbruck Hbf – Telfs-Pfaffenhofen (–Landeck-Zams)                    |                                      |
| S5                                   | Arlbergbahn, Unterinntalbahn         | 300, 301, 400                        | Jenbach – Hall in Tirol – Innsbruck Hbf – Ötztal (– Imst-Pitztal – Landeck-Zams) |                                      |
| S6                                   | Mittenwaldbahn                       | 410                                  | Innsbruck Hbf – Seefeld (– Scharnitz – Garmisch-Partenkirchen – München Hbf)     |                                      |